# 무명가의 지배자
"무명가의 지배자"는 1965년 공개된 대한민국의 영화이다.

## 배역
- 황해
- 김지미
- 장동휘
- 김석훈
- 이예춘
- 서영춘
- 이대엽
- 주증녀
- 이빈화